# 南通站
南通站位于中华人民共和国江苏省南通市崇川区幸福街道长华路，为上海局集团管辖的客货运二等站。经过铁路有宁启铁路和建设中的北沿江高速铁路，沪苏通铁路通过南通联络线引入本站。

## 历史
南通站作为新长铁路的支线站点于2002年10月开工建设，2004年2月建成验收，建成的车站被称为老火车站。老火车站采用一级二场布置，设到发线3股，调车线1股，建成初期仅办理货运业务。2004年7月，车站开办客运业务，但范围仅限新长线本线。车站设有一幢二层的站房，设有同时容纳2000多人的候车室。2005年7月1日，宁启铁路扬州-海安段亦建成投用，车站接入全国铁路网并开通长途列车客运业务。
2006年3月建成仅两年的南通站和盐城站、淮安站一起开始全面改造，重建新站房和站台，当时引发当地广泛的质疑。新站于2007年初完工，4月18日启用。

## 车站结构

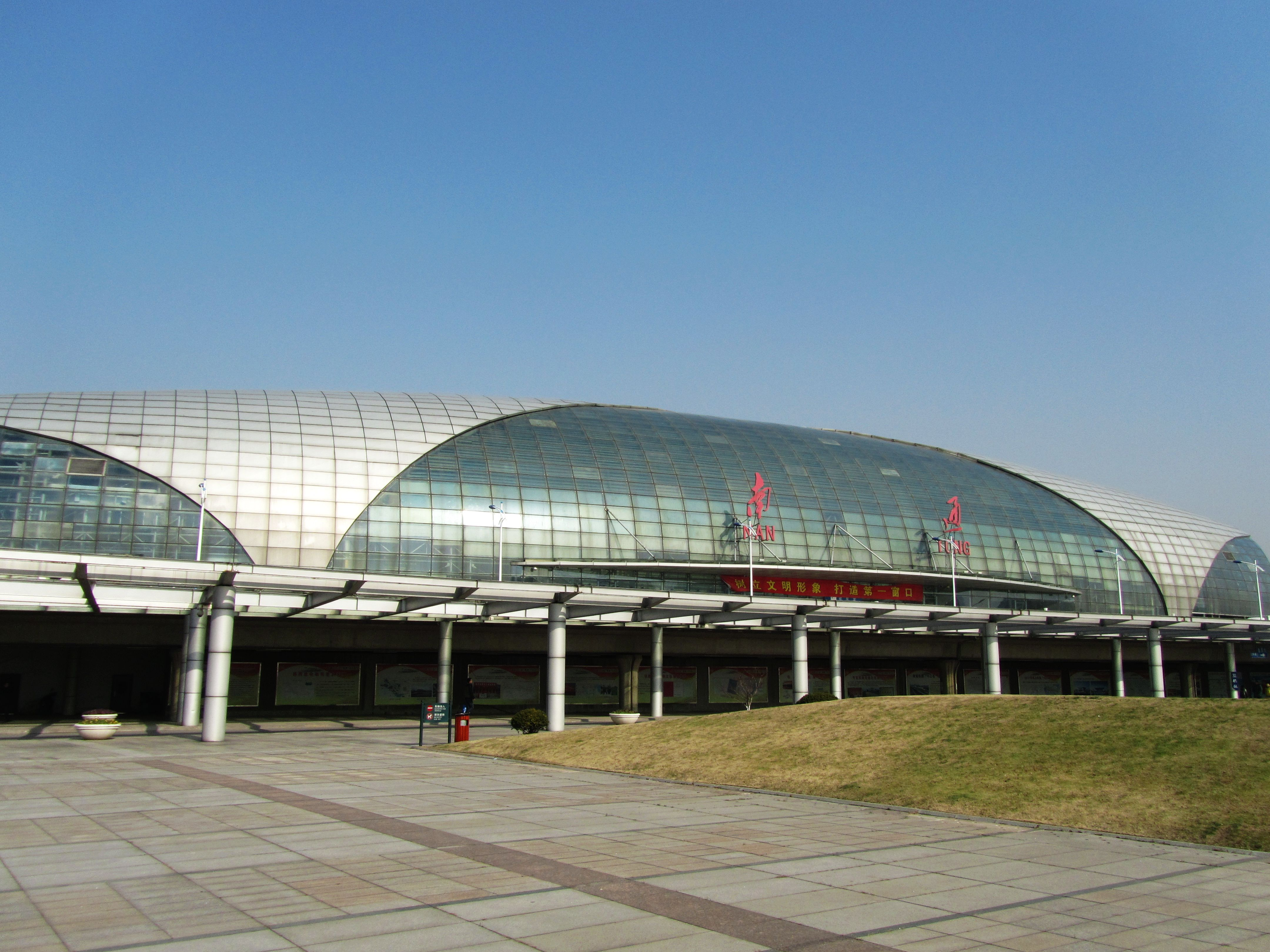
南通站站房侧面

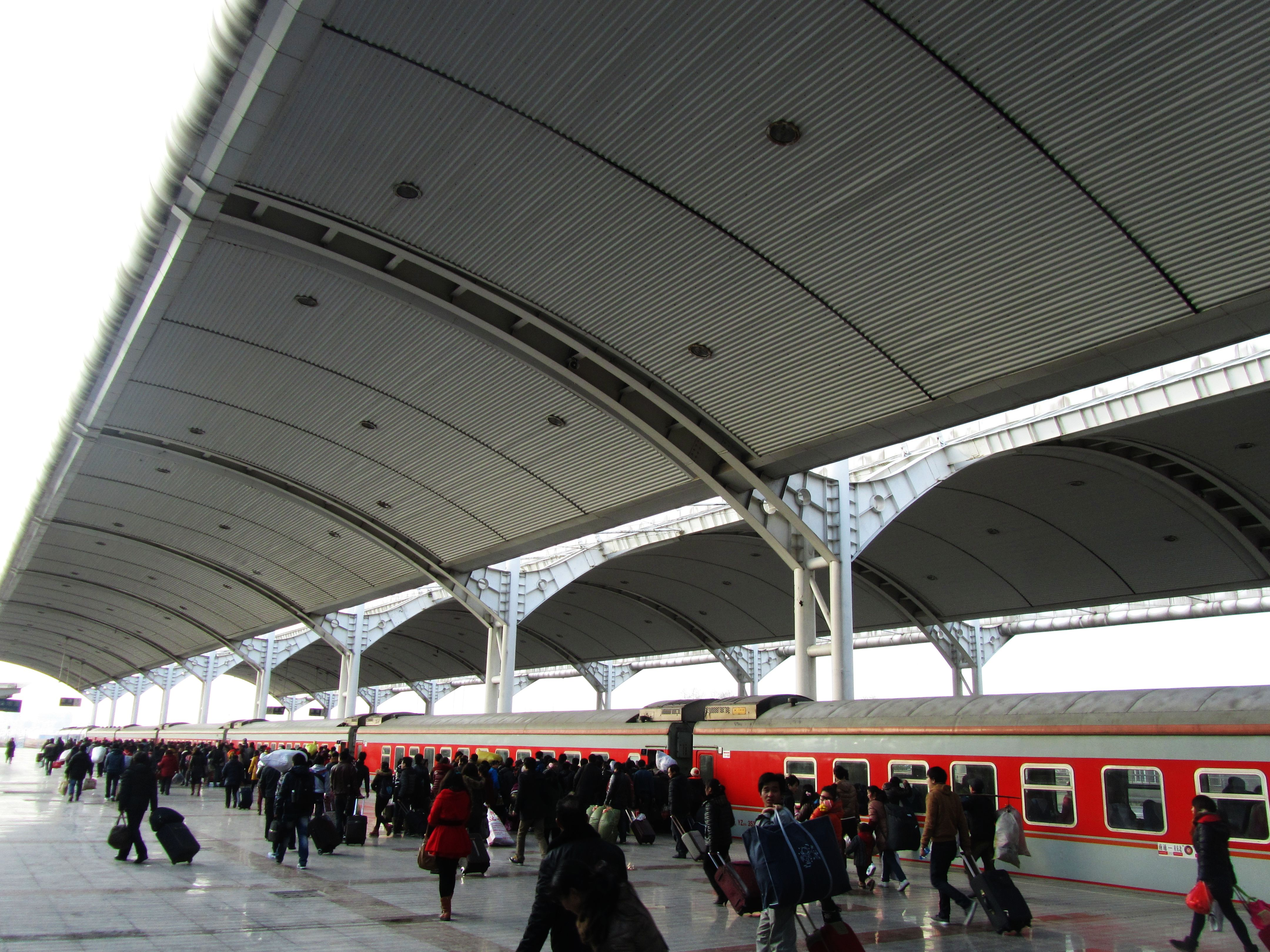
南通站站台，停靠的列车为南通开往重庆北方向

### 站房
南通站目前使用的站方于2007年投入使用，站房面积11740平方米，候车室可同时容纳6000人候车。

### 站场
南通站站场设有7股道，其中正线2股、到发线5股，建有站台5座：其中包括1座基本站台和2座岛式站台。站台上方被500米长无柱雨棚覆盖。站台与站房间设有进站天桥和出站地道1处。
| 侧式站台 |                                      |
| 1站台    | 到发线 宁启铁路 往林场方向（白蒲站） |
| 通过线   | 正线 宁启铁路                        |
| 通过线   | 下行正线 宁启铁路一期电化工程        |
| 2站台    | 到发线 宁启铁路 往林场方向（白蒲站） |
| 岛式站台 |                                      |
| 3站台    | 到发线 宁启铁路 往林场方向（白蒲站） |
| 4站台    | 到发线 宁启铁路 往林场方向（白蒲站） |
| 岛式站台 |                                      |
| 5站台    | 到发线 宁启铁路 往林场方向（白蒲站） |

## 旅客列车目的地
2019年前，南通站为宁启铁路的一个中间站，但由于南通东站至启东站的宁启铁路二期工程迟迟未完工，所以南通站成为了宁启铁路旅客客运的尽头站，因此当时南通站所有列车均为始发列车。2019年1月起，南通站开行始发往启东方向的始发普速列车。
2020年7月1日，南通站开行往返上海站和上海虹桥站方向的城际动车组列车，经本站始发终到的列车以及往启东方向的列车在本站停靠，经宁启铁路往南京方向的列车则在南通西站停靠。

### 始发列车
| 车次                                     | 目的地   | 列车所属路局 |
| ---------------------------------------- | -------- | ------------ |
| K140（淡季停運）                         | 北京     | 北京局集团   |
| G2682                                    | 贵阳北   | 成都局集团   |
| G1304                                    | 珠海     | 广州局集团   |
| G2598                                    | 济南东   | 济南局集团   |
| G2586                                    | 北京南   | 上海局集团   |
| G8376                                    | 淮北     | 上海局集团   |
| G8380、C3622                             | 徐州东   | 上海局集团   |
| G8382                                    | 连云港   | 上海局集团   |
| C3632（高峰线）                          | 盐城     | 上海局集团   |
| C3708、C3712、C3716、C3724、C3728、C3736 | 上海虹桥 | 上海局集团   |
| C3782、C3786、D5472、D5476（非每日开）   | 南京     | 上海局集团   |
| C3804、C3808                             | 上海     | 上海局集团   |
| D2286、D2292                             | 深圳北   | 上海局集团   |
| D3156                                    | 汉口     | 上海局集团   |
| D5464                                    | 杭州南   | 上海局集团   |
| K136                                     | 昆明     | 上海局集团   |
| G2632                                    | 沈阳     | 沈阳局集团   |
| D1664                                    | 太原南   | 太原局集团   |
| G2672                                    | 郑州东   | 郑州局集团   |

### 过路列车目的地
| 列车所属路局 | 目的地                                                         |
| ------------ | -------------------------------------------------------------- |
| 上海局集团   | 阜阳西、杭州南、黄山北、南京、启东、上海、上海虹桥、泰州、扬州 |
| 太原局集团   | 海门、太原                                                     |

## 交通接驳
南通轨道交通2号线设有南通火车站地铁站，目前因配套设施未完善暂缓开通，乘客需乘坐免费接驳公交前往附近的长岸站乘坐地铁。